# Silvanópolis
Silvanópolis es un municipio brasileño del estado del Tocantins. 

## Historia
El origen de la ciudad de Silvanópolis fue con el poblado denominado de "Extrema", en las proximidades del Arroyo del mismo nombre, en tierras de la hacienda Landi, en el municipio de Porto Nacional, propiedad del Sr. Januário da Silva Guimarães y demás familiares de la Familia Silva Guimarães.

## Geografía
Se localiza a una latitud 11º08'48" sur y a una longitud 48º10'09" oeste, estando a una altitud de 269 metros. Su población estimada en 2004 era de 4 212 habitantes.
Posee un área de 1305,31 km².